# Karin Sundberg
Karin Sundberg (1959) è un'ex sciatrice alpina svedese.

## Biografia
Sciatrice polivalente originaria di Lycksele e sorella di Ingrid e Kerstin, a loro volta sciatrici alpine, ai Campionati svedesi la Sundberg vinse la medaglia d'oro nella discesa libera nel 1974 e nello slalom gigante e nello slalom speciale nel 1975; agli Europei juniores di Mayrhofen 1975 conquistò la medaglia d'argento nello slalom gigante e ai Campionati svedesi del 1978 vinse il titolo nazionale in tutte e tre le specialità previste (discesa libera, slalom gigante e slalom speciale). Non prese parte a rassegne olimpiche né ottenne piazzamenti in Coppa del Mondo o ai Campionati mondiali; dopo il ritiro ha lavorato con ruoli organizzativi nei quadri della Federazione sciistica della Svezia. È madre di Kajsa Kling, a sua volta sciatrice alpina.

## Palmarès

### Europei juniores
- 1 medaglia[4]:
  - 1 argento (slalom gigante a Mayrhofen 1975)

### Campionati svedesi
- 6 ori (discesa libera nel 1974; slalom gigante, slalom speciale nel 1975; discesa libera, slalom gigante, slalom speciale nel 1978)[1]